# Bukidnon
Bukidnon là một tỉnh không giáp biển của Philippines thuộc vùng Bắc Mindanao. Thủ phủ là thành phố Malaybalay. Theo chiều kim đồng hồ từ phía bắc, tỉnh giáp với các tỉnh Mosamis Oriental, Agusan del Sur, Davao del Norte, Cotabato, Lanao del Sur và Lanao del Norte.
Bukidnon được người Philippines nghĩ đến như rổ lương thực cho toàn Midanao. Sản phẩm chủ yếu là lúa gạo và ngô. Các đồn điền trong tỉnh cũng trồng dứa, chuối và mía đường.
Vì không giáp biển nên cửa ngõ tiện nhất để tới tỉnh là một sân bay ở thành phố Malaybalay. Tuy nhiên, sân bay hiện không hoạt động nên chỉ có thể Bukidnon bằng một con đường từ thành phố Cagayan de Oro ở tỉnh Misamis Oriental

## Lịch sử

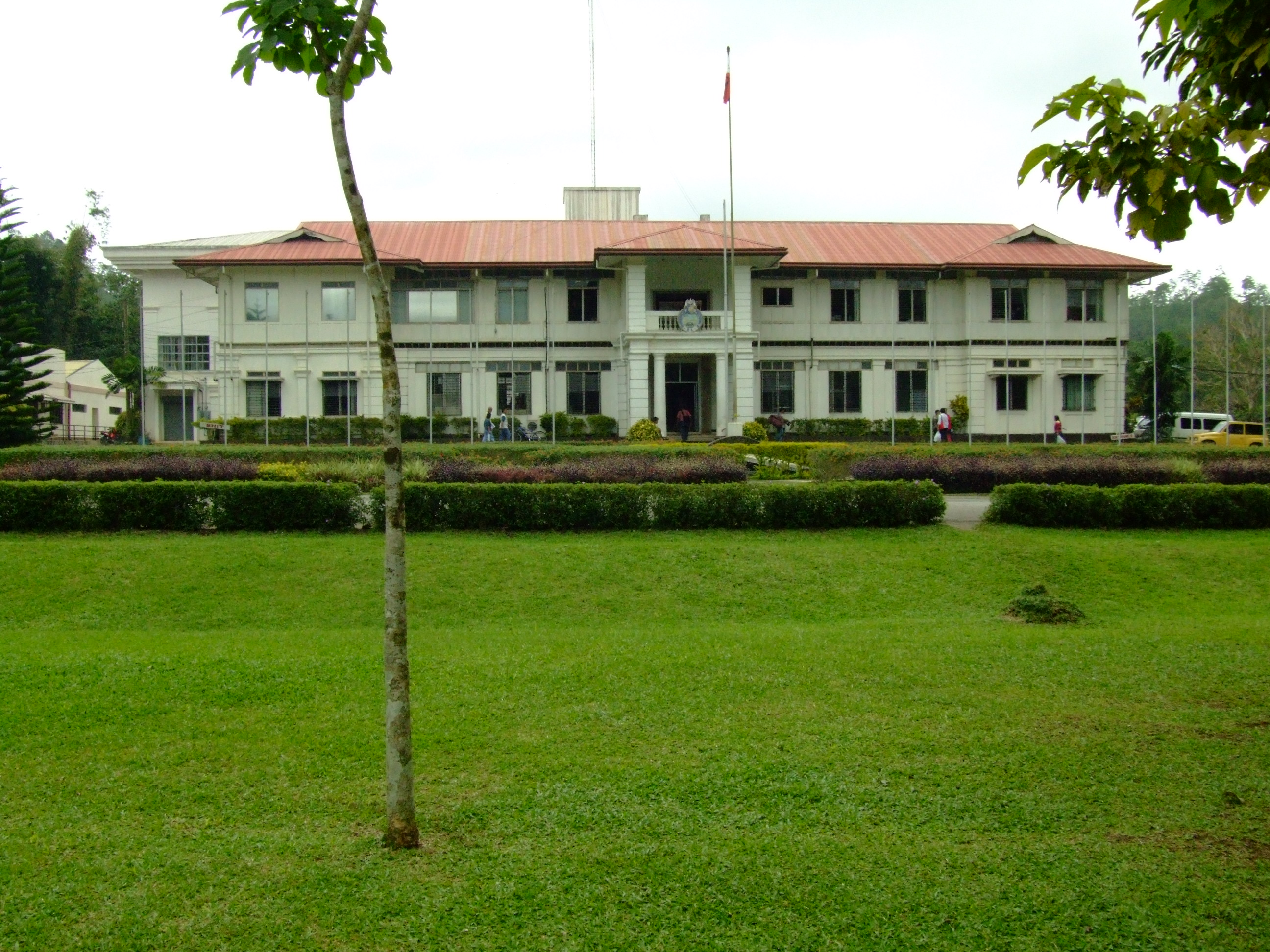
Trụ sở Chính quyền tỉnh Bukidnon

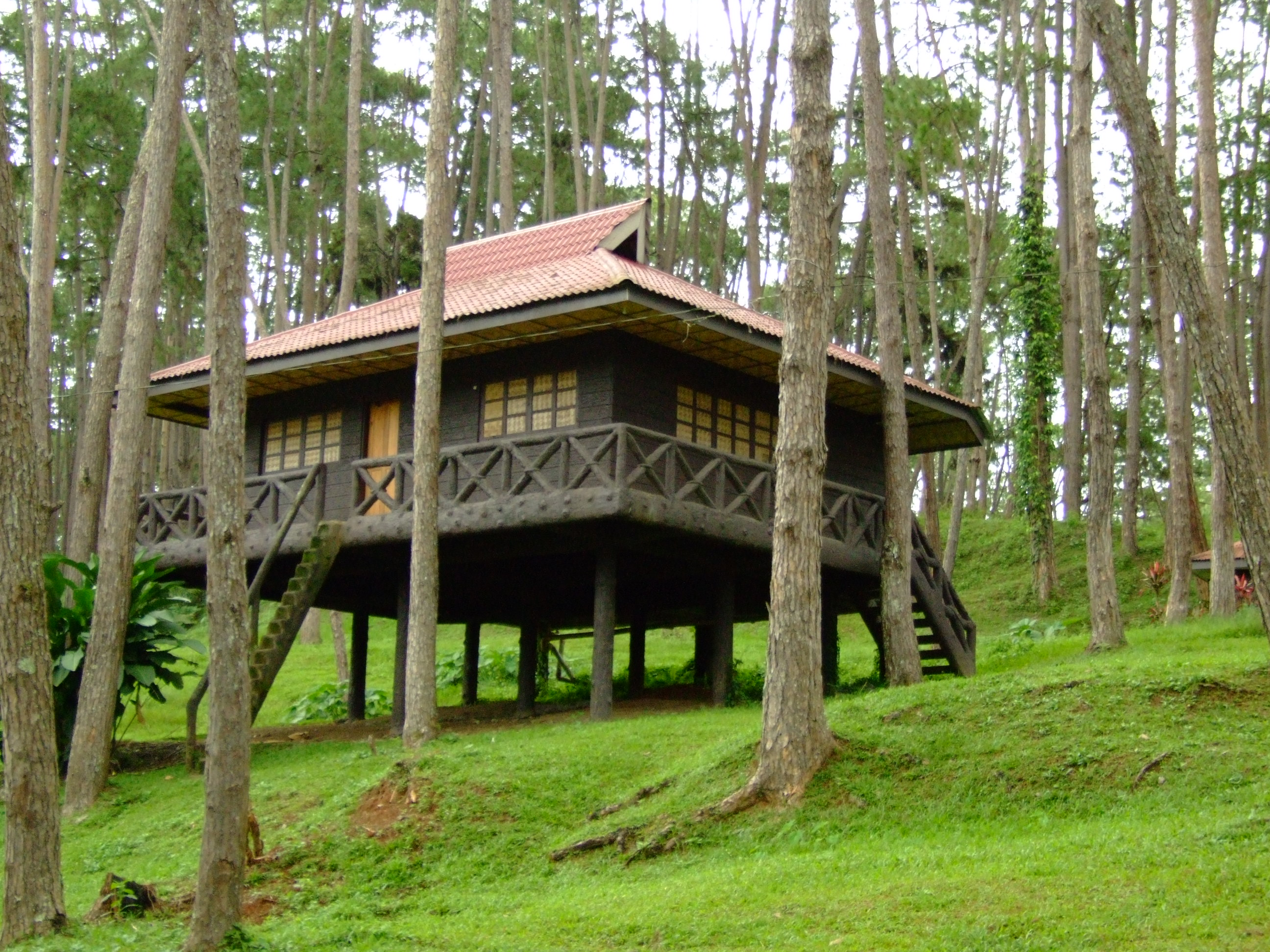
Một ngôi nhà theo kiểu "tulugan"

Bukidnon vốn là một phần của tỉnh Misamis. Khu vực mà sau đó được gọi là Malaybalay (nghĩa là "vài ngôi nhà") còn người dân được gọi là Bukidnon (người miền núi). Tỉnh được tách ra ngày năm 1917 bởi chính quyền Philippines. Năm 1942, quân xâm lược Nhật Bản tiến vào Bukidnon và đến năm 1945 tỉnh được giải phóng bởi liên quân Hoa Kỳ và Philippines.

## Địa lý
Bukidnon nằm ở cao nguyên nội địa ở trung bắc Midanao. Tỉnh lỵ Malaybalay cách vịnh Manila 850 km theo đường thẳng và cách thành phố Cagayan de Oro 91 dường bộ. Núi Kitanglad là ngọn núi cao nhất tỉnh với độ cao lên tới 2.955 m so với mực nước biển. Sông Pulangi chảy suốt từđông bắc đến pơhần phía nam của tỉnh.
Tổng diện tích mặt đất của tỉnh là 8.293,78 km², chiếm 59% của toàn vùng Bắc Mindanao. Tỉnh có 80% hay 34 triệu tấn khoáng sản của cả vùng như đất sét, vàng, cromit, đồng, serpentine, mangan, thạch anh và đá vôi.
Có sự khác biệt về khí hậu giữa khu vực phía bắc và phía nam của tỉnh. Phía bắc mưa khá nhiều nhưng tương đối khô hạn từ tháng 11 đến tháng 5, còn phần phía nam của tỉnh không có mùa khô. Nơi khô hạn nhất là Baungon còn nơi ẩm ướt nhất là cao nguyên Calabugao. Xét cả năm thì thời tiết tương đối mát mẻ và ẩm.
Bukidnon được coi như là lưu vực của các con sông ở Mindanao với 6 hệ thống sông chính là: Pulangi, Tagoloan, Cagayan, Manupali, Muleta và Bobonawan. Ccác con sông này tạo nên nhiều phong cảnh đẹp cho tỉnh với các hẻm núi.

## Nhân khẩu
Theo điều tra dân số năm 2000, dân số của Bukidnon là 1.060.415 người. Nam giới chiếm tỷ lệ cao hơn một chút với 546.234 người chiếm 52%. Năm 2010, dân số tỉnh tăng lên là 1.344.301
Về mặt sắc tộc, chiếm đa số ở Bukidnon là người Cebuano với xấp xỉ 58%. Các dân tộc bản địa của tỉnh như người Bukidnon, Higaonon, Manobo, Talaadig chiếm 14% tổng dân cư trong tỉnh. Ngoài ra, người Hiligaynon/Ilonggo chiếm 8,83% và người Boholano chiếm 7,37%. Còn lại các dân tộc khác chiếm 11,69%.
Ngôn ngữ chủ yếu là tiếng Cebuano, được dử dụng bởi 77,92% tổng số hộ trong toàn tỉnh. Tiếp theo là tiếng Binukid của người Bukidnon bản địa với 8,86%. Tiếng Anh là ngôn ngữ giảng dạy ở hầu hết các trường học trong tỉnh.

## Hành chính
Bukidnon bao gồm 2 thành phố và 20 đô thị tự trị
| Thành phố            | Diện tích | Dân số (2007) | Mật độ | Xếp hạng thành phố |
| -------------------- | --------- | ------------- | ------ | ------------------ |
| Thành phố Malaybalay | 984,38    | 144.065       | 126    | 3                  |
| Thành phố Valencia   | 607,13    | 162.745       | 244    | 4                  |

#### Đô thị tự trị
| - Baungon - Cabanglasan - Damulog - Dangcagan - Don Carlos - Impasug-ong - Kadingilan - Kalilangan - Kibawe - Kitaotao | - Lantapan - Libona - Malitbog - Manolo Fortich - Maramag - Pangantucan - Quezon - San Fernando - Sumilao - Talakag |